# Den tyske bondekrig
Den tyske bondekrig (eller "Bondeoprøret") (1524-1525) var en blodig opstand blandt bønderne i den sydlige og midterste del af Tyskland; den havde baggrund i både sociale og religiøse forhold. I samtiden mente man at 100 000 liv gik tabt, senere historieforskning mener at dødstallene var noget lavere og ikke oversteg 75 000. Krigen endte med at bønderne tabte.